# 小行星6694
小行星6694（英語：6694）是一颗围绕太阳公转的小行星。1986年8月4日，INAS在帕洛马山发现了此天体。
这颗小行星的绝对星等为69.33406等。